# جان ریچاردسون (خاورشناس)
جان ریچاردسون (۱۷۴۰/۱۷۴۱ – ۱۷۹۵) مؤلف نخستین فرهنگ فارسی-عربی-انگلیسی به سال ۱۷۸۰–۱۷۷۸ است. فرهنگ او که به فرهنگ ریچاردسون مشهور است دربردارنده ۵۰ هزار واژه فارسی همراه با برابرنهاد انگلیسی آنهاست.